# Claude Larose (Eishockeyspieler, 1955)
Claude André Larose (* 17. Mai 1955 in Saint-Jean-sur-Richelieu, Québec) ist ein ehemaliger kanadischer Eishockeyspieler und -trainer, der im Verlauf seiner aktiven Karriere zwischen 1971 und 1986 unter anderem 256 Spiele für die Cincinnati Stingers und Indianapolis Racers in der World Hockey Association (WHA) sowie 27 weitere für die New York Rangers in der National Hockey League (NHL) auf der Position des linken Flügelstürmers bestritten hat. Larose war im WHA Amateur Draft 1975 als Gesamterster von den Cincinnati Stingers ausgewählt worden.

## Karriere
Claude Larose spielte während seiner Juniorenzeit zunächst bei den Rangers de Drummondville in der Ligue de hockey junior majeur du Québec (LHJMQ) und wechselte 1974 innerhalb der Liga zu den Dynamos de Shawinigan und anschließend den Castors de Sherbrooke. Mit diesen erreichte er im Jahr 1975 das Finale um den prestigeträchtigen Memorial Cup, nachdem die Mannschaft sich dafür durch den Gewinn des Coupe du Président qualifiziert hatte. Dort unterlagen sie den Toronto Marlboros. Der anfangs sehr defensiv ausgerichtete Linksaußen, der im Jahr 1973 die Trophée Frank J. Selke gewonnen hatte, entwickelte sich zu einem der besten Scorer der Juniorenliga. Schließlich fand er sich zwischen 1973 und 1975 dreimal in Folge im LHJMQ Second All-Star Team wieder. Sehr unterschiedlich waren die Ansichten der Scouts zu seinen Fähigkeiten. In der National Hockey League (NHL) traute man ihm nicht sehr viel zu und so wurde er beim NHL Amateur Draft 1975 von den New York Rangers erst in der siebten Runde als 120. Spieler ausgewählt. Beim WHA Amateur Draft 1975 der mit der NHL in Konkurrenz stehenden World Hockey Association (WHA) hingegen nutzten die Cincinnati Stingers den ersten Pick des Drafts, um sich die Rechte an ihm zu sichern.
Gleich zu Beginn der Saison 1975/76 ging er für die Stingers auf Torejagd. Er entwickelte sich zu einem ordentlichen Angreifer in der WHA, wurde jedoch nicht der Star, den man sich erhofft hatte. Im Lauf der Spielzeit 1977/78 wechselte der Stürmer im Februar 1978 innerhalb der WHA gemeinsam mit Rich Leduc im Tausch für Darryl Maggs und Reg Thomas zu den Indianapolis Racers. Nachdem die WHA nach dem Spieljahr 1978/79 aufgelöst worden war, zog es Larose zu den New York Rangers, die noch immer die NHL-Rechte an ihm hielten. Er brachte es in der NHL aber nur auf 25 Spiele und war meist für die New Haven Nighthawks in der American Hockey League (AHL) aktiv. Nachdem er die Saison 1981/82 für die Springfield Indians in der AHL gespielt hatte, holten ihn die Rangers noch einmal für zwei Spiele in den Stanley-Cup-Playoffs 1982 in den Kader zurück.
Danach spielte er weiter in der AHL für die Jets de Sherbrooke und später für die Canadiens de Sherbrooke, nachdem er die Spielzeit 1982/83 in der Schweizer Nationalliga B (NLB) beim EHC Wetzikon verbracht hatte. In Sherbrooke konnte der Kanadier sich wieder als einer der Topscorer beweisen und sicherte sich in der Saison 1983/84 den John B. Sollenberger Trophy und die Fred T. Hunt Memorial Award. Zudem wurde er ins AHL First All-Star Team berufen. Ein Jahr später gewann Larose mit den Canadiens die Meisterschaft in Form des Calder Cups. Nachdem der 31-Jährige seine aktive Karriere im Sommer 1986 beendet sowie zwischen 1988 und 1990 als Assistenztrainer bei den Canadiens de Sherbrooke fungiert hatte, kehrte er 1996 noch einmal aufs Eis zurück. Er verbrachte zwei Spielzeiten bei den Papetiers de Windsor in der Ligue de hockey semi-professionnelle du Québec (LHSPQ), ehe er sich endgültig aus dem aktiven Sport zurückzog.

## Erfolge und Auszeichnungen
| - 1973 Trophée Frank J. Selke - 1973 LHJMQ Second All-Star Team - 1974 LHJMQ Second All-Star Team - 1975 Coupe-du-Président-Gewinn mit den Castors de Sherbrooke - 1975 LHJMQ Second All-Star Team - 1975 Memorial Cup All-Star Team | - 1976 Teilnahme am WHA All-Star Game - 1984 John B. Sollenberger Trophy - 1984 Fred T. Hunt Memorial Award - 1984 AHL First All-Star Team - 1985 Calder-Cup-Gewinn mit den Canadiens de Sherbrooke |

## Karrierestatistik
(Legende zur Spielerstatistik: Sp oder GP = absolvierte Spiele; T oder G = erzielte Tore; V oder A = erzielte Assists; Pkt oder Pts = erzielte Scorerpunkte; SM oder PIM = erhaltene Strafminuten; +/− = Plus/Minus-Bilanz; PP = erzielte Überzahltore; SH = erzielte Unterzahltore; GW = erzielte Siegtore; 1 Play-downs/Relegation; Kursiv: Statistik nicht vollständig)